# Крістешть (Арад)
Крістешть, Крістешті (рум. Cristești) — село у повіті Арад в Румунії. Входить до складу комуни Хелмаджу.
Село розташоване на відстані 343 км на північний захід від Бухареста, 99 км на схід від Арада, 93 км на південний захід від Клуж-Напоки, 121 км на північний схід від Тімішоари.

## Населення
За даними перепису населення 2002 року у селі проживали 128 осіб, усі — румуни. Усі жителі села рідною мовою назвали румунську.